# 雲紋蛇鯔
雲紋蛇鯔，為輻鰭魚綱仙女魚目合齒魚亞目合齒魚科的其中一種，分布於印度太平洋區，從模里西斯至社會群島，北起夏威夷群島，南迄澳洲新南威爾斯海域，棲息深度可達6公尺，體長可達16.5公分，為底棲性魚類，生活在沙泥底質海域，屬肉食性，生活習性不明，可做為食用魚。